# Ventura Margó Vives
Ventura Margó Vives   (Terrassa, 1926) és un novel·lista català que durant el franquisme treballà en la clandestinitat per la recuperació de les llibertats de Catalunya com a membre del PSUC. Actualment es dedica a la recuperació de la memòria històrica utilitzant la narrativa.
Les seves obres són:
- La lluita per la democràcia: Lleida 1960-1975, 1992 (La Paeria)
- Episodis Lleidatans, 1995 (Diario La Mañana)
- Fidelitats, 2004 (Garsineu Edicions)
- Lleida, abans i després del 36, 2006 (Pagès Editors ISBN 8497793684)
- Locals de lluita clandestina a Lleida, 2007 (Patrocinat per l'Ajuntament de Lleida)
- Una vida gens fàcil, 2014 (Autoedició digital)
- Memòria històrica a Lleida, 2016 (Autoedició digital)
- Lleida. Entre guerra i postguerra, 2023